# Runenstein von Nedre Hoga

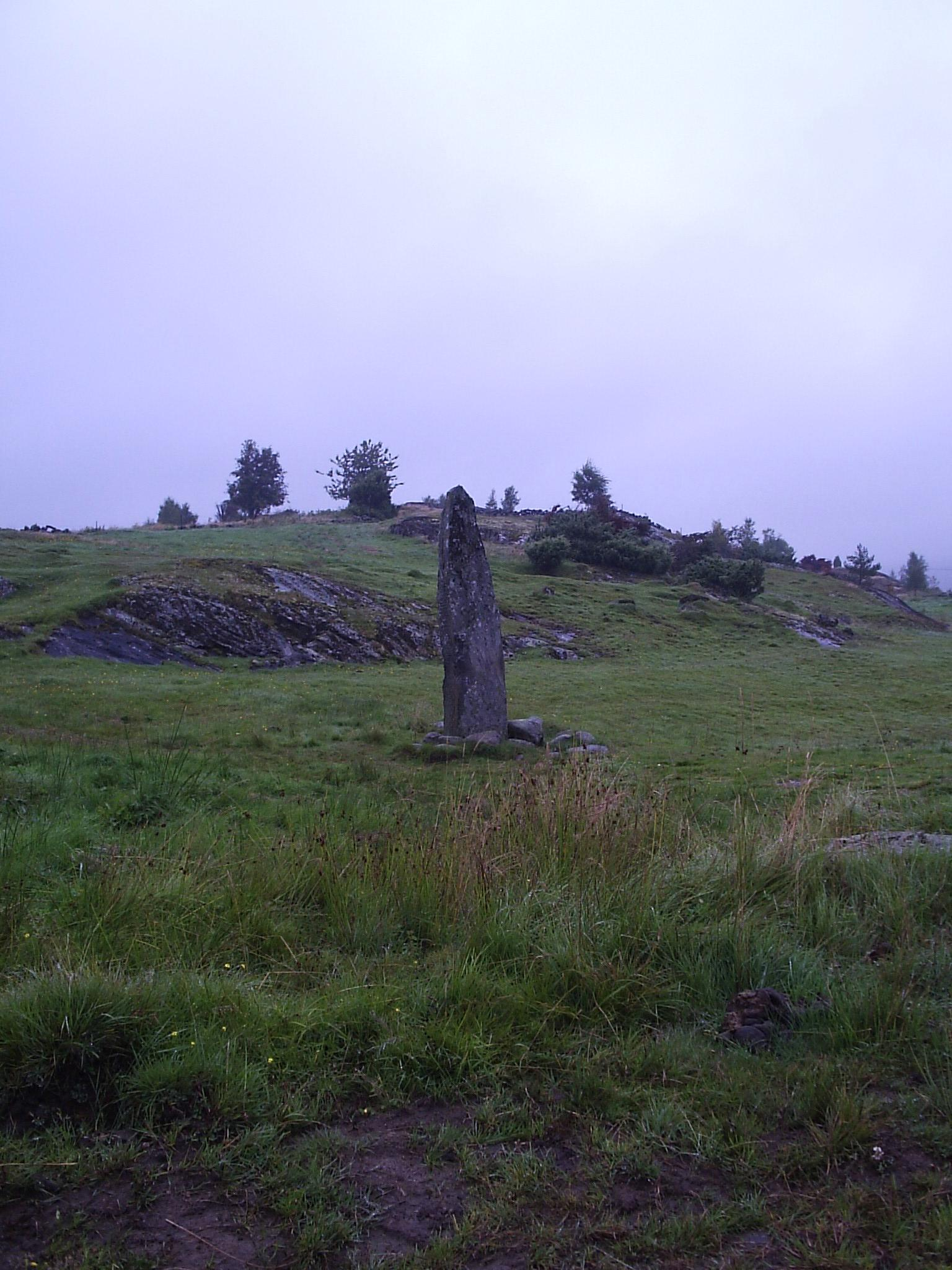
Runenstein von Nedre Hoga

Der Runenstein von Nedre Hoga (auch Runenstein von Hoga; schwedisch Hogastenen oder Ramunds Häll - RAÄ Nr. Stala 2:1. - Bo Peterson1992;100,) steht auf der Insel Orust im Bohuslän in Schweden. 
Der etwa drei Meter hohe schlanke und spitze Runenstein ist aus Gneis. Orusts einziger Runenstein wird auf 800 n. Chr. datiert; dem Wechsel zwischen der Vendel- und der Wikingerzeit. Nach der Überlieferung soll er vom weiter oben im Tal liegenden Gräberfeld aus der Eisenzeit stammen. Ende des 19. Jahrhunderts richtete man ihn hier auf. Erwähnung findet er bereits im Jahre 1643, als er noch am Boden lag. Der große, schmale Stein steht auf einem Gräberfeld mit Domarringen aus sieben und neun großen Steinen. 
Die Runeninschrift besteht aus 22 Zeichen, die in einer Reihe stehen, was die Deutung erschwert. Es gibt verschiedene Theorien hinsichtlich der Bedeutung des Textes. Eine lautet: Ior i Åm utförde stenen här på mulen (Ior aus Åm errichtete den Stein hier auf dem Hügel). In der Überlieferung wird der Stein „Ramunds Fels“ genannt.

## Umgebung
Oben im Tal bilden etwa 25 Gräber ein 190 mal 60 m großes Gräberfeld aus der Eisenzeit. Es besteht aus acht Rösen, von denen die größte 14 m Durchmesser hat und 17 runden Steinsetzungen. Die Steine sind von Gras überwachsen und nur zum Teil zu erkennen. Es finden sich zwei Richterringe aus der späten Eisenzeit (etwa 500 n. Chr.), die sich tangieren. Der südliche Ring bestand aus sieben, der nördliche aus neun Steinen. Einige Steine fehlen oder sind umgefallen. 

Hogasten
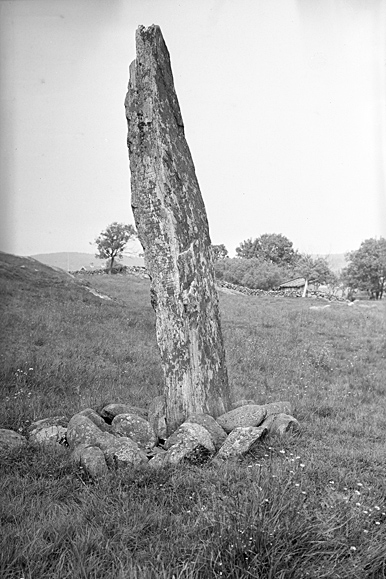
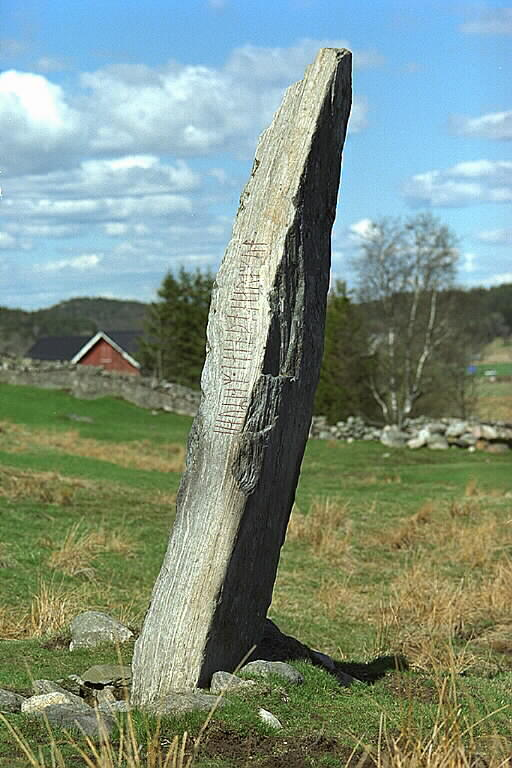
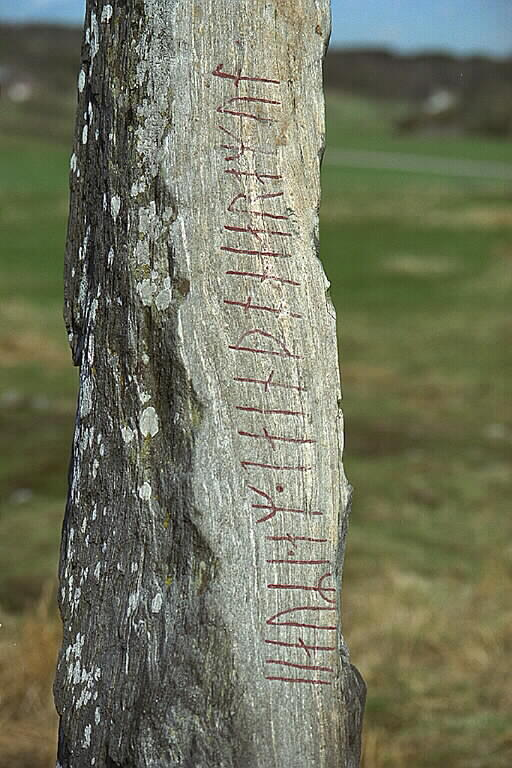
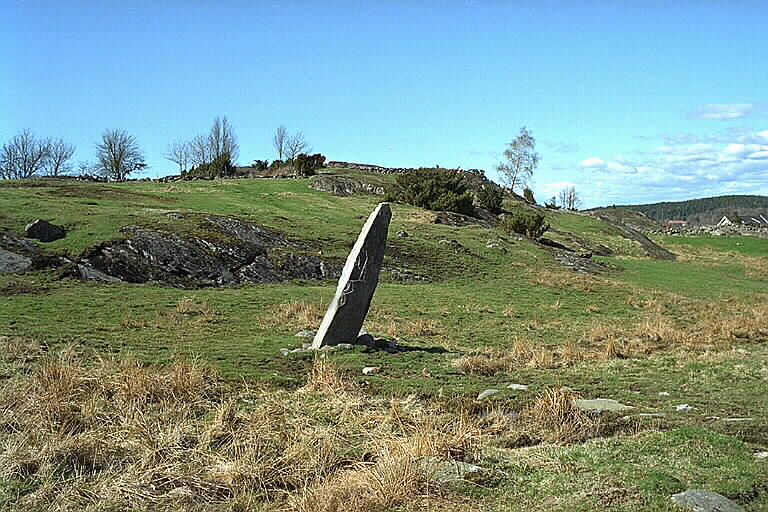